# エリック・アンダーソン
エドワード・エリック・アンダーソン（英語: Edward Erich Anderson、1956年10月24日 - 2024年5月31日または6月1日）はアメリカ合衆国の俳優、小説家。映画やテレビ番組に出演し、1984年のホラー映画である『13日の金曜日 完結編』のロブ役で著名になった。その後1988年に『バット★21』、2002年には『運命の女』に出演した。

## 生い立ち
エドワード・エリック・アンダーソンは1956年10月24日に、神奈川県相模原市のアメリカ人家庭で生を享けた。家族の中に軍人がいる中育ち、幼少期は引っ越しが多かった。その後アメリカへ移住、カリフォルニア州チュラビスタのヒルトップ高校に通い、カリフォルニア大学サンタバーバラ校に入学。生物学と分子生物学を専攻した。入学当初は医学部を目指していたが、最終的に俳優の道を選んだ。

## 経歴
1983年放送のドラマ『ベイ・シティ・ブルース』で俳優アンダーソンは初出演する。放送期間中、後の人生にも影響する『13日の金曜日 完結編』のロブ役出演が決定した。
これにより一気に有名となったアンダーソンは300本以上のテレビ番組に出演。ドラマ『セカンドチャンス』でブルース・クリスティアンソン役、ドラマ『サーティーサムシング』でビリー・サイデル役、『フェリシティの青春』では主人公フェリシティ・ポーターの父親を演じるなどした。『メルローズ・プレイス』ではコートニー・ソーン＝スミス演じるアリソン・パーカーの精神科医を演じた。その他、『ジェシカおばさんの事件簿』、『CSI:科学捜査班』、『CSI:マイアミ』や、『新スタートレック』シーズン5の14話「謎めいた記憶喪失」ではキーラン・マグダフ司令官を演じたり、『ブーム・タウン』でD.A.ベン・フィッシャー役を務めた。『Dr.HOUSE』シーズン3の19話「ファミリー」にも出演した。『新アウターリミッツ』シーズン2の37話「ザ・デプログラマー」でブレント・スパイナーと共に主人公を演じたのも記憶に新しい。
また、小説家としても活動していて、2012年から2022年までの間3つの小説を執筆した。

## 私生活と死
アンダーソンはサクソン・トレイナーと結婚している。2024年5月31日または6月1日、食道癌によりロサンゼルスの自宅で死亡。67歳没。2020年の短編映画『ゾーズ・フー・ウェイト』が最後の出演となった。死について『イエローストーン』などで出演しているブラッド・シュミットや、『フェリシティの青春』でエリック演じるフェリシティ父の妻を演じたイヴ・ゴードンなどから追悼コメントが寄せられた。

## 出演作品
| 年      | 題名                      | 役                       | 種類                                |
| ------- | ------------------------- | ------------------------ | ----------------------------------- |
| 1984    | 13日の金曜日 完結編       | ロブ                     | 映画                                |
| 1984    | 地獄のヒーロー            | マスッチ                 | 映画                                |
| 1986    | ようこそ18へ              | ロスコ―                  | 映画                                |
| 1987-91 | サーティーサムシング      | ビリー・サイデル         |                                     |
| 1988    | パティ・ハースト          | ファーストメール         | 映画                                |
| 1988    | バット★21                 | ジェイク・スコット少佐   | 映画                                |
| 1992    | 新スタートレック          | キーラン・マグダフ司令官 | シーズン5の14話「謎めいた記憶喪失」 |
| 1994    | マトロック                | トム                     | 1話のみ出演                         |
| 1994    | ガラスの盾                | イラ・ケーン地方検事     | 映画                                |
| 1995    | ファイナルカット          | トルバーグ               | 映画                                |
| 1996    | インフィニティ            | ギル                     | 映画                                |
| 1997    | ナイト・ウォッチ          | ニュースキャスター       | 映画                                |
| 1998    | ウィズアウト・リミッツ    | コリン・パウンダー       | ノンクレジット                      |
| 1998    | マーローを捜せ!           | 探偵サイモン             | 映画                                |
| 1999    | シック・アズ・シーヴス    | テネスコ                 | 映画                                |
| 2000    | オーギー・ローズ          | ポ―ル                    | 映画                                |
| 2002    | 運命の女                  | ボブ・ゲイロード         | 映画                                |
| 2006    | スペシャル                | ニュースキャスター       | 映画                                |
| 2016    | アンデッド刑事 野獣捜査線 | バーテンダー             | 映画                                |
| 2017    | 隣人                      | ブライアン               | 映画                                |
| 2018    | コールドブルック          | Meisenger                | 映画                                |

## 外部
- Erich Anderson - IMDb（英語）
- エリック・アンダーソン - オールムービー（英語）